# Шипицыны (Спас-Талицкое сельское поселение)
Шипицыны — деревня в Оричевском районе Кировской области в составе Спас-Талицкого сельского поселения.

## География
Расположена на расстоянии примерно 5 км на юго-восток по прямой от райцентра поселка Оричи.

## История
Известна с 1671 года как починок Малыгинской с 2 дворами, в 1765 году уже деревня на 30 жителей. В 1873 году здесь (Малыгинская 1-я или Шипицыны) дворов 12 и жителей 96, в 1905  26 и 143, в 1926 (деревня Шипицыны или Малыгинская 1-я) 24 и 121, в 1950 26 и 100, в 1989 оставалось 23 постоянных жителей. Настоящее название утвердилось с 1939 года.  

## Население
Постоянное население составляло 11 человек (русские 91%) в 2002 году, 3 в 2010.